# Waiting for the Punchline
Waiting for the Punchline es el cuarto álbum de estudio del grupo estadounidense de hard rock Extreme, lanzado en 1995.
Fue certificado oro por la Recording Industry Association of Japan.

## Listado de canciones
| LP original |                                  |                               |          |  |
| N.º         | Título                           | Música                        | Duración |  |
| 1.          | «There Is No God»                | Badger, Bettencourt, Cherone  | 6:08     |  |
| 2.          | «Cynical»                        | Bettencourt, Cherone          | 4:42     |  |
| 3.          | «Tell Me Something I Don't Know» | Badger, Bettencourt, Cherone  | 6:25     |  |
| 4.          | «Hip Today»                      | Bettencourt, Cherone          | 4:42     |  |
| 5.          | «Naked»                          | Badger, Bettencourt, Cherone  | 5:47     |  |
| 6.          | «Midnight Express»               | Bettencourt, Cherone          | 3:59     |  |
| 7.          | «Leave Me Alone»                 | Bettencourt, Cherone, Mangini | 4:48     |  |
| 8.          | «No Respect»                     | Bettencourt, Cherone          | 3:52     |  |
| 9.          | «Evelangelist»                   | Bettencourt, Cherone          | 4:49     |  |
| 10.         | «Shadow Boxing»                  | Bettencourt, Cherone          | 4:34     |  |
| 11.         | «Unconditionally»                | Bettencourt, Cherone          | 5:01     |  |
| 74:08       |                                  |                               |          |  |

## Posicionamiento
| Lista                        | Posición |
| ---------------------------- | -------- |
| Australia                    | 51       |
| Austria                      | 37       |
| Canadá                       | 30       |
| Países Bajos                 | 65       |
| Finlandia                    | 13       |
| Francia                      | 10       |
| Alemania                     | 46       |
| Japón                        | 4        |
| Escocia                      | 15       |
| Suecia                       | 29       |
| Suiza                        | 24       |
| Reino Unido. UK Albums Chart | 10       |
| Billboard 200                | 40       |

## Créditos
- Gary Cherone — Voz
- Nuno Bettencourt — Guitarra
- Pat Badger — Bajo
- Paul Geary — Batería
- Mike Mangini — Batería